# Південний Алтай
Південний Алта́й (каз. Оңтүстік Алтай жотасы) — гірський хребет на Алтаї.
Західна частина розташована в Казахстані, східна — відокремлює Росію від Сіньцзян-Уйгурського автономного району Китаю.
Загальна довжина хребта становить 125 км. До висоти 1400—1500 м поширені степи, паркові модринні ліси досягають висоти 2100—2200 м; у високогірному поясі поширені субальпійські та альпійські луки. Є понад 180 льодовиків.
Починається на захід від річки Каракоба, що відокремлює його від розташованого ще далі на захід від Калбінського хребта
.
Проходить із заходу на схід. На сході закінчується біля масиву Таван-Богдо-Ула, яким починаються хребти Сайлюгем (на схід) та Монгольський Алтай (на південь)
.
На південному сході до хребта примикають гори Бендиртау.

## Північний схил
Західна частина схилу знаходиться на території Казахстану та адміністративно входить до Східно-Казахстанської області.
З нього беруть початок річки басейну Іртишу: Аккаба, Бухтарма. Також розташовано безліч невеликих озер, наприклад, Зелене, Бланди-Куль.
Східна частина розташована на території Росії, у Республіці Алтай, визначаючи західну частину південного краю плоскогір'я Укок.
У підніжжя хребта на плоскогір'ї Укок розташовані наступні озера: Біле, Канас, Музди-Булак, Гусине.
З російської частини північного схилу беруть початок річки Укок, Ак-Алаха, Бетсу-Канас, Музди-Булак, Кара-Чад, Аргамджі, сточища Обі.

## Південний схил
Західна частина схилу також знаходиться на території Казахстану Східно-Казахстанської області.
Східна частина південного схилу розташована на території Китаю і входить у Сіньцзян-Уйгурський автономний район.
З нього беруть початок річки басейну Іртишу: Каракоба, Канас
. Також на південному схилі розташоване найбільше озеро, що сусідить з хребтом, Аккуль.

## Гірські вершини
Перераховуються за висотою:
- Джагіртау (3871,0 м)
- Канас (3440,7 м)
- Крутинка (3276,9 м)
- Чолок-Чад (3217,5 м)[4]
- Бертек (3172,6 м)[4]
- Алтикиз (2906,6 м)[5]

## Льодовики
На хребті Південний Алтай понад 180 льодовиків загальною площею 85,5 км² (9 долинних льодовиків, 14 карово-долинних, 1 улоговинний, 14 карово-висячих, 71 каровий, 9 присхильних, 56 висячих, 4 льодовики кулуарів і 2 льодовика пласких вершин)

Основні льодовики розташовуються у басейнах річок Ак-Алахі, Бухтарми та Ак-Каби.
Найбільші льодовики:
- Алахінський (площа 19,2 км²[1], за даними ВРЕ 19,5 км²[6])
- Великий Бухтарминський (площа 8,1 км²[1], за даними ВРЕ 4,5 км²[6]).
- Укоцький (площа 7,1 км²[1])
- Канаський (площа 7,1 км²[1])

## Перевали
Перевали перераховуються із заходу на схід:
- Шагандаба (2638,4 м)[5]
- Зелений (2952,0)
- Кримза (2836,0 м)
- Угульгун (2897,1 м)
- Канас (2650,0 м)
- Бетсу-Канас (2671,3 м)